# Petit appartement du roi

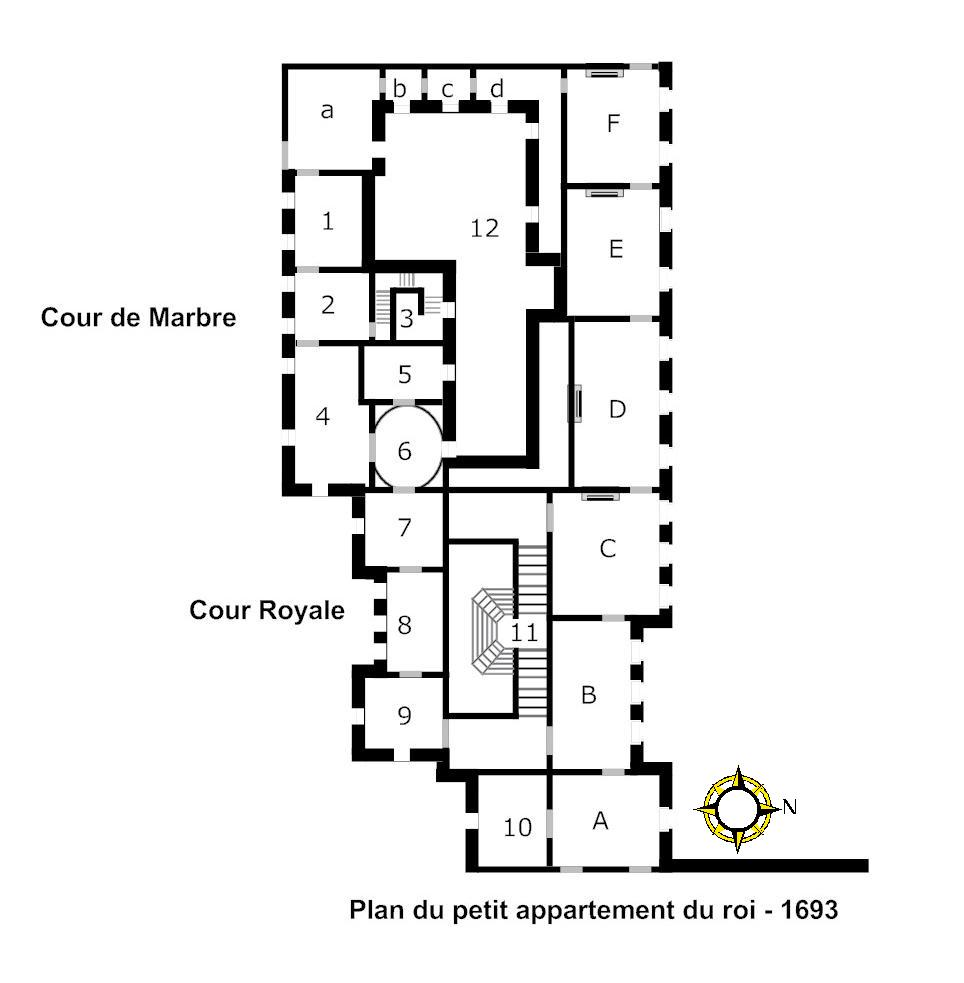
Pianta del petit appartement du roi nel 1693:
1 Salon du billard (cabinet des chiens)
2 Salon du degré du roi
3	Degré du roi
4 Cabinet aux tableaux
5 Cabinet des Coquilles (cabinet des livres)
6 Salon ovale
7 Premier salon de la petite galerie
8 Petite galerie
9 Deuxième salon de la petite galerie
10 Cabinet des Médailles
11 Escalier des ambassadeurs
12 Cour du roi
A-F Grand appartement du roi
a-d a) cabinet de perruques;
b) guardaroba;
c) scala;
d) passaggio al Salone di Apollo

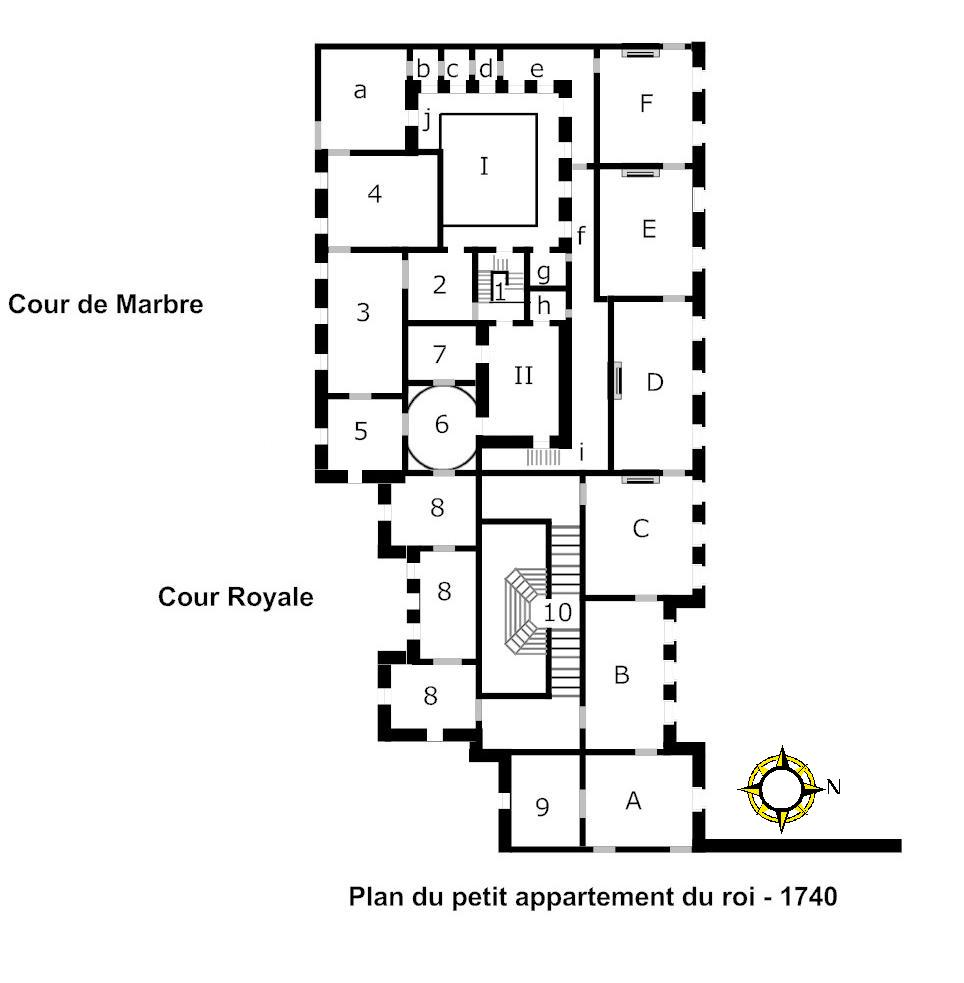
Pianta del petit appartement du roi nel 1740:
1 Degré du roi
2 Antichambre des chiens
3 Salon des pendules
4 chambre de Louis XV
5 Cabinet intérieur
6 Salon ovale
7 Cabinet des livres; cabinet en niche
8 Petite galerie
9 Cabinet des médailles
10 Escalier des ambassadeurs
I Cour des cerfs (cour du roi)
II Cour intérieur
A-F Grand appartement du roi
a-ha) cabinet de perruques; b) cabinet particulier du roi; c) cabinet de la chaise; d) scalone; e) cabinet-doré; f) corridoio; g) salle des bains; h) salle des cuves

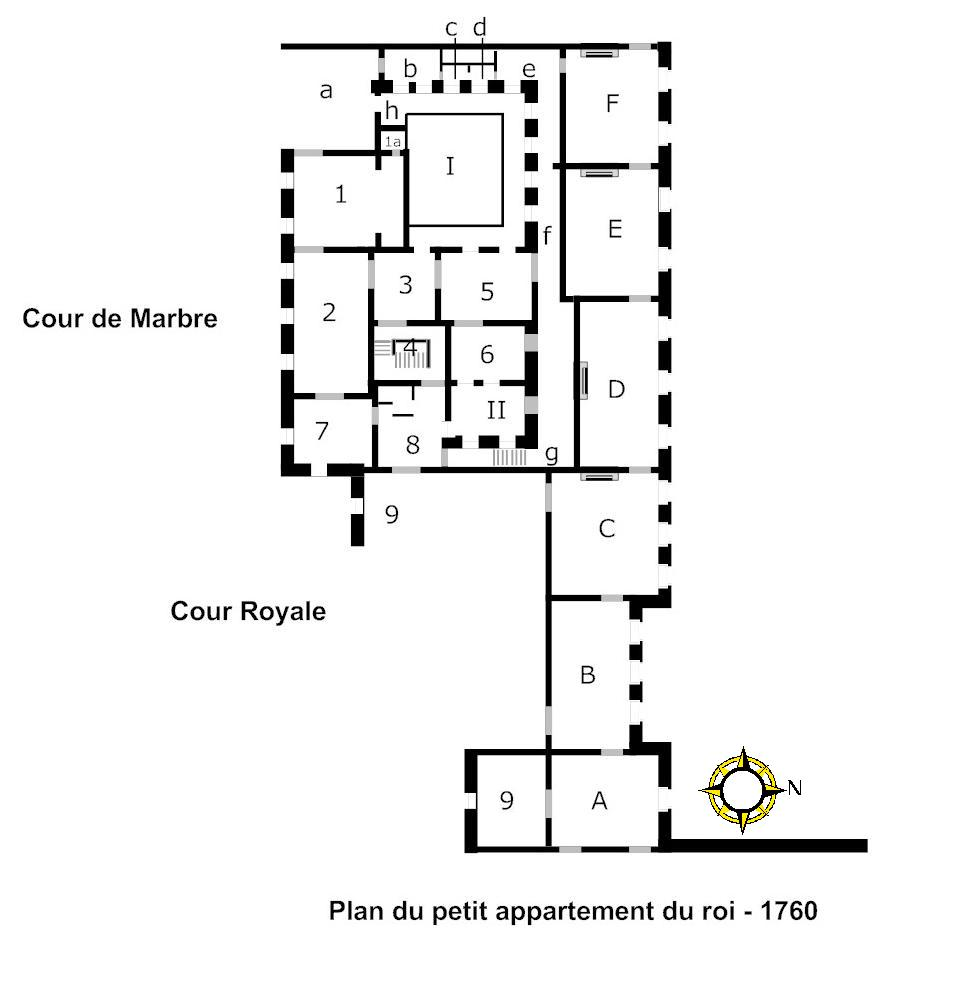
Pianta del petit appartement du roi nel 1760:
1;
1a Chambre de Louis XV; 1a garde-robe
2 Salon de la pendule
3 Antichambre des chiens
4 Degré du roi
5 Salle à manger aux retours de chasses
6 Pièce des buffets
7 Cabinet intérieur
8 Arrière cabinet
9 Appartement de Madame Adéliëde
A-F Grand appartement du roi
I Cour des cerfs
II Cour intérieur
a-ha) Salon du conseil; b) cabinet de la tour; c) cabinet de la chaise; d) staircase; e) cabinet-doré; f) corridor; g) degré de l’Epernon; h) terrace

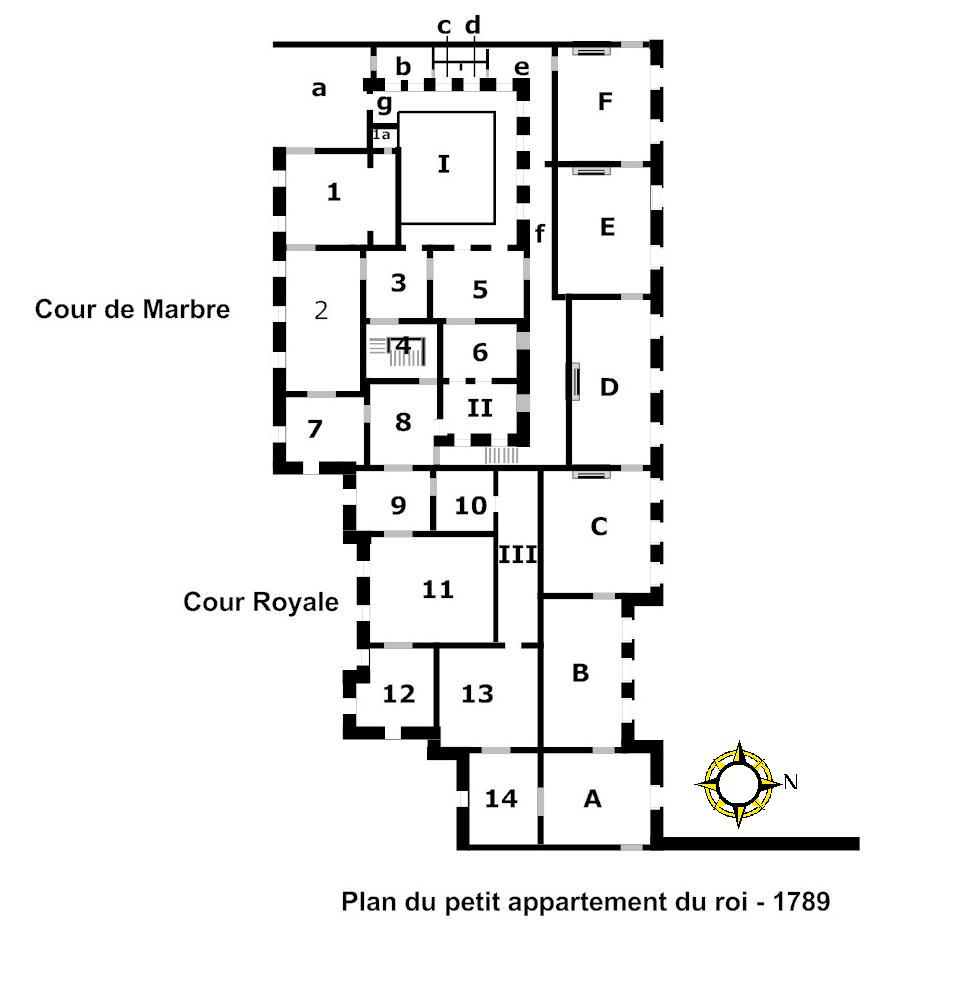
Pianta del petit appartement du roi nel 1789:
1;
1a Chambre de Louis XV; 1a garde-robe
2 Salon de la pendule
3 Antichambre des chiens
4 Degré du roi
5 Salle à manger aux retours de chasses
6 Pièce des buffets
7 Cabinet intérieur
8 Cabinet des dépêches
9 Pièce de la vaiselle d’or
10 Cabinet de la cassette
11 Bibliothèque de Louis XVI
12 Salle à manger aux salles neuves
13 Pièce des buffets
14 Cabinet des jeux
A-F Grand appartement du roi
I Cour des cerfs
II Cour intérieur
III Cave du roi
a-f a) Salon du conseil; b) cabinet des bains; c) scalone ; d) cabinet de la chaise; e) cabinet de la géographie; f) bibliothèque et cabinet de l’artillerie; g) terrace

Il petit appartement du roi della Reggia di Versailles è una serie di appartamenti ad uso di Luigi XIV, Luigi XV e Luigi XVI. Collocati al primo piano del castello, le stanze si trovano nella parte più antica, che è datata all'epoca di Luigi XIII. Sotto Luigi XIV queste stanze ospitarono la collezione d'arte e la biblioteca del re, formando una sorta di museo. Sotto Luigi XV e Luigi XVI le stanze vennero modificate per ospitarne altre ad uso della vita privata del re. A quell'epoca le stanze vennero trasformate e la loro decorazione è ancora oggi uno dei più splendidi esempi di stile Luigi XV e Luigi XVI a Versailles.

## Luigi XIV
All'inizio del 1678, Luigi XIV iniziò a modificare l'assetto generale di queste stanze per le proprie necessità personali. La configurazione delle stanze si datava all'epoca di Luigi XIII. La più importante alterazione a cui pervenne il progetto fu la ricollocazione del degré du roi dall'esterna cour de marbre all'interna cour du roi.
La ricollocazione dello scalone affrettò la sistemazione delle stanze nella parte del castello che divenne nota come petit appartement du roi. Nel 1684, sotto l'influenza della marchesa Françoise-Athénaïs di Montespan, amante di Luigi XIV, il re diede ordine di unire le sue stanze al petit appartement dopo che la marchesa si fu spostata nell'appartement des bains al piano terra del palazzo.
All'epoca di Luigi XIV queste stanze – cabinets de curiosités – formavano un museo per la collezione privata del re. In contrasto con il Grand appartement du roi e con l'appartement du roi, che erano aperti ai membri della corte ed in generale al pubblico, il petit appartement du roi era accessibile solo attraverso il personale consenso del re.
Collocato al primo piano dell'ala nord della cour de marbre, il petit appartement du roi comprendeva nove stanze:
- Salle du billard (cabinet des chiens)
- Salon du degré du roi
- Cabinet aux tableaux
- Cabinet des Coquilles (later cabinet des livres)
- Salon ovale
- Premier salon de la petite galerie
- Petite galerie
- Deuxième salon de la petite galerie
- Cabinet des Médailles

La salle du billard (1693 pianta #1) conteneva un tavolo da biliardo, gioco al quale Luigi XIV era particolarmente bravo. Inoltre il re aveva molti cani da caccia in questa stanza dei quali sempre qui si prendeva cura personalmente, ragione per cui essa ottenne anche il nome di cabinet des chiens.
Il salon du degré du roi (1693 pianta #2) occupava il sito dello scalone datato ai tempi di Luigi XIII. Dal 1684 venne costruito un nuovo scalone - il degré du roi (1693 pianta #3) – di poco a nord rispetto al vecchio scalone nella cour du roi. Il salon du degré du roi serviva come entrata allo scalone che era riservato all'uso personale di Luigi XIV. La decorazione di questa stanza venne realizzata interamente ed esclusivamente da Nicolas Poussin
Il cabinet aux tableaux (1693 pianta #4) con la sua esposizione a sud serviva come Pinacoteca per parte della collezione di pitture di Luigi XIV. Tra i maestri i cui lavori qui erano esposti vi erano molti italiani come il Correggio, Raffaello, Giorgione, Giulio Romano e Tiziano. Inoltre nella sala si trovava la collezione di cristalli di rocca intagliati di Luigi XIV.
Nel 1692 vennero creati il cabinet des coquilles (1693 pianta #5) ed il salon ovale (1693 pianta #6). Queste stanze, assieme al cabinet des médailles formavano le stanze principali del Cabinet de curiosités di Luigi XIV. Oltre a gran parte delle opere preziose della collezione reale, il salon ovale accoglieva quattro nicchie con gruppi scultorei in bronzo – “Giove” e “Giunone” di Allesandro Algardi; il “Rapimento di Orezia” dall'originale in marmo di Gaspard Marsy, il “Rapimento di Persefone” ad François Girardon – i migliori pezzi della collezione del sovrano di Francia. La ricchezza delle decorazioni, completate da specchiere eleganti, completava la collezione di Luigi XIV. Il cabinet des coquilles originariamente ospitava anche una porzione della collezione di gemme del re. Nel 1708 la sala venne convertita in biblioteca – cabinet aux livres – nella quale Luigi XIV teneva la sua collezione di libri rari e manoscritti.
Le stanze successive – premier salon de la petite galerie, petite galerie e deuxième salon de la petite galerie (1693 pianta #7, 8, & 9) – erano stanze occupate dalla marchesa di Montespan prima di spostarsi nell'appartement des bains nel 1684. Così come nelle precedenti stanze, la petite galerie e i suoi due saloni accoglievano la collezione di gemme preziose e dipinti che il re aveva ereditato o collezionava. Negli anni precedenti la Guerra della Lega di Augusta, Luigi XIV iniziò un'aggressiva campagna da collezionista che necessitava di spazio a Versailles per mostrare le nuove acquisizioni. Pierre Mignard, il principale rivale di Charles Le Brun, venne incaricato di dipingere il soffitto della petite galerie e dei suoi due saloni.
Nella petite galerie e nei suoi due saloni, Luigi XIV radunò gran parte delle opere di artisti italiani del calibro di Francesco Albani, Annibale Carracci, Guido Reni e del Parmigianino. La petite galerie ospitava anche la collezione di doni che Luigi XIV riceveva dalle ambascerie straniere; tra i principali diplomatici che portarono doni alla corte francese ricordiamo il gesuita francese Shen Fu-Tsung (1684), il quale portò a Versailles un'enorme perla, e i doni dell'ambasciata siamese del 1685-1686). Il premier salon de la petite galerie è di particolare importanza ed è questa la stanza nella quale Luigi XIV teneva la propria collezione ove spiccava “Le Portrait de Vie, femme d'un Florentin nommé Giaconde” meglio conosciuta col nome di Monna Lisa
Luigi XIV era intenzionato a dedicare molta attenzione a queste sale, in particolare alla decorazione dei pannelli alle pareti, ricoperti di tartaruga e lapislazzuli, ma le spese per la Guerra della Lega di Augusta fecero abbandonare il progetto. Ad ogni modo la petite gallerie vennero utilizzati da Luigi XIV per l'intrattenimento dei dignitari stranieri come ad esempio il principe ereditario di Danimarca nel 1693 o l'Elettore di Colonia nel 1706
Tra tutte le stanze componenti il petit apartment du roi durante il regno di Luigi XIV, il cabinet des médailles (1693 pianta #10) fu una delle più significative. La stanza radunava infatti la raccolta numismatica di Luigi XIV oltre a miniature di maestri fiamminghi, olandesi e tedeschi, oggetti in porfiria e in giada scolpita oltre a rari oggetti realizzati in oro e argento. Erano parte della collezione di Luigi XIV in questa stanza anche oggetti d'oro provenienti dal tesoro del re merovingio Childerico I ritrovati a Tournai nel 1653 e regalati a Luigi XIV dall'Imperatore Leopoldo I d'Asburgonel 1665 oltre ad una saliera d'oro incrostata di gioielli utilizzata da Luigi XIV durante le cene au grand couvert.

## Luigi XV – 1740
Dopo il ritorno del re e della corte a Versailles nel 1722, la vita dell'aristocrazia assunse un ritmo simile a quanto si era sotto il governo di Luigi XIV. Il giovane Luigi XV occupò la stanza da letto del nonno, la chambre de Louis XIV, dove continuarono ad essere praticate quotidianamente le cerimonie del lever e del coucher, con la medesima precisione dell'epoca del Re Sole. Ad ogni modo, data la scomodità della stanza durante il periodo invernale e la difficoltà nel riscaldarla data la sua esposizione a est, Luigi XV decise di spostare la sua stanza altrove. Nel 1738, Luigi XV ordinò la costruzione di una nuova camera da letto, la chambre de Louis XV (1740 piantina #4), costruita sul sito della salle du billard di Luigi XIV, che venne allargata verso nord nella cour du roi per accomodarvi l'alcova per il letto. Nel medesimo anno il degré du roi venne demolito e venne costruito un nuovo scalone un po' più a nord della precedente locazione. Una nuova stanza venne costruita sul sito precedentemente occupato dal degré du roi di Luigi XIV, l'antichambre des chiens. Come sotto suo nonno nel cabinet des chiens, anche Luigi XV teneva molti cani da caccia in questa sala.
Altre modifiche al petit appartement du roi del tempo inclusero la creazione del salon des pendules e del cabinet intérieur. Queste sale vennero creato quando il salon du degré du roi ed il cabinet aux tableaux di Luigi XIV vennero distrutte.

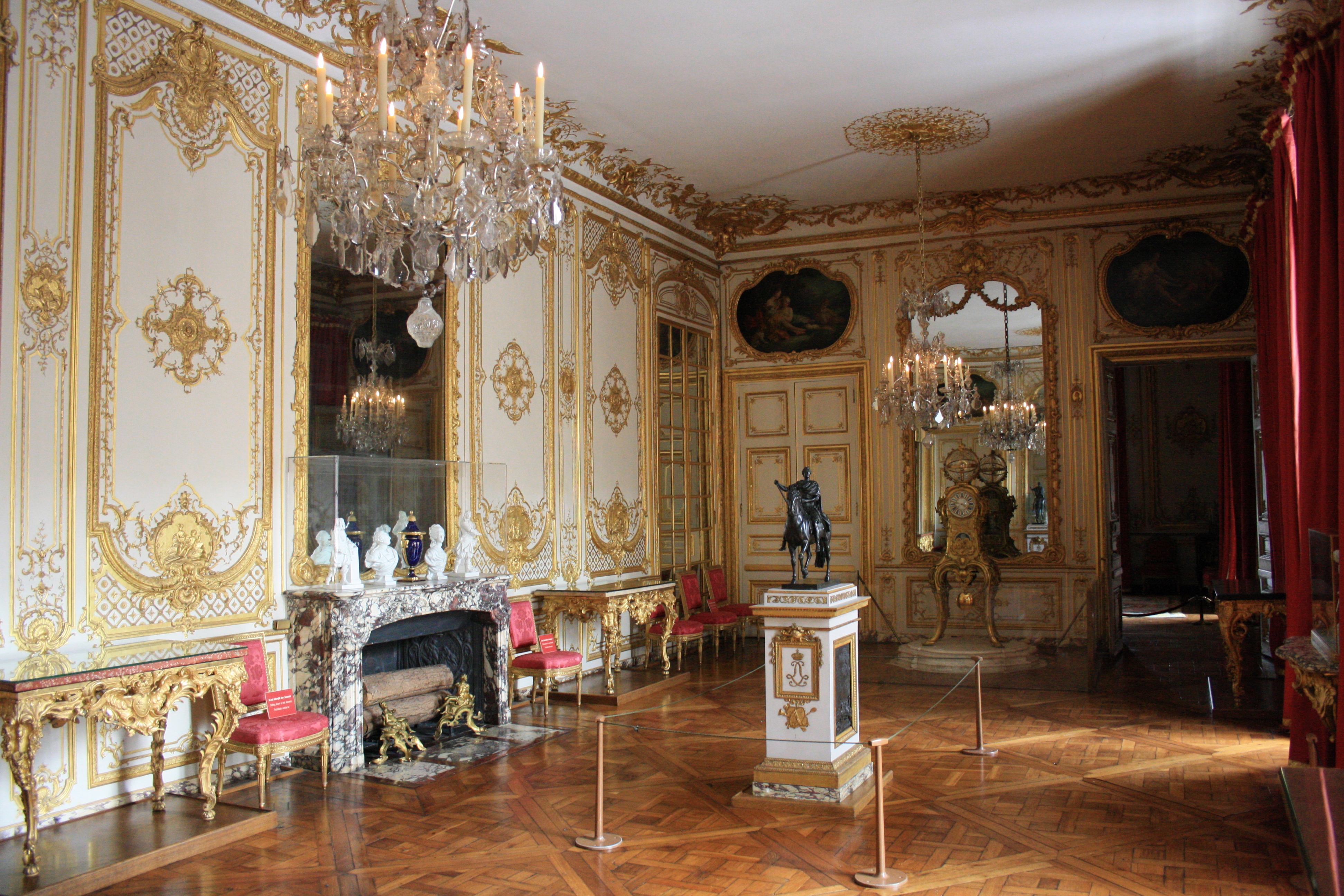
Il salon des pendules

Il Salon de la Pendule (1740 pianta #3) (detto anche Salon Ovale per via della sua forma ellittica) prese questo nome solo a partire dal 1753 quando vi venne installato l'orologio astronomico Passemant, un complesso ed accurato orologio astronomico in grado di misurare le fasi solari e lunari.
Il cabinet intérieur (1740 pianta #4) serviva per un certo numero di scopi: esso accoglieva parte della collezione numismatica di Luigi XV e della collezione di miniature dipinte; serviva come sala da pranzo e come studio. Di tutte le stanze del petit appartement du roi durante il regno di Luigi XV, questa era la più riccamente decorata e la più opulenta
Il cabinet des livres, salon ovale di Luigi XIV, la  peite galerie con i suoi due saloni ed il cabinet des médailles vennero mantenuti intatti (1740 piantina #6, 7, 8, & 9).
Dal 1740 il petit appartement du roi venne espanso verso la cour du roi andando a formare un nuovo cortile interno separato. Questo nuovo cortile venne denominato cour intérieur du roi (1740 piantina II) e la cour du roi ottenne il nome di cour des cerfs. Questo curioso nome di "corte dei cervi" era derivato dal fatto che Luigi XV aveva commissionato 24 teste di cervo scolpite nel marmo da porre sui muri del cortile.

## Luigi XV - 1760
Le modifiche della fine degli anni '50 del XVIII secolo al petit appartement du roi furono responsabili della generale riorganizzazione degli appartamenti nel corps de logis del castello e della distruzione dello Scalone degli Ambasciatori (1740 pianta #10). Per accomodarvi nuovi appartamenti per sua figlia, la principessa Maria Adelaide, Luigi XV ordinò la costruzione di stanze sullo stesso piano del petit appartement du roi. Questo nuovo appartamento occupava lo spazio che era stato della petite galerie e dei due saloni così come l'area dello scalone degli ambasciatori (1760 pianta #9).
Le modifiche più significative al petit apartment du roi in questo periodo fu la rilocazione del degré du roi (1760 pianta #4), la costruzione della salle à manger des retours de chasses (1750) (1760 pianta #5), e la pièce des buffets (1754) (1760 pianta #6). La salle à manger des retours de chasses venne costruita sul sito che accoglieva il bagno di Luigi XV (1740 pianta g) quando il re decise di far realizzare una sala da pranzo al primo piano che potesse contenere un ristretto gruppo di amici, frequentemente presenti dopo le cacce. La decorazione della salle à manger des retours de chasses incorporava pannelli ed elementi decorativi del salon du billard di Luigi XIV.
Quest'epoca nella quale Luigi XV commissionò la decorazione del petit appartement du roi fu significativa nell'evoluzione degli stili decorativi francesi nel XVIII secolo. Gran parte di queste stanze rappresenta ancora oggi uno dei migliori esempi di stile Luigi XV, di cui il salon des pendules è uno dei più importanti. Con una pannellatura realizzata da Jacques Verberckt, la stanza venne ammobiliata con poltrone e tavoli stile Luigi XV.
Nel gennaio di quell'anno Luigi XV aveva acquistato il Castello di Choisy ed aveva posto in questa stanza uno stupendo esempio di orologio meccanico sofisticato.

 L'orologio, disegnato dall'ingegnere Claude-Simon Passemant, realizzato dall'orologiaio Louis Dauthiau e inserito in una cassa di bronzo dorato realizzata da Filippo Caffieri, rappresenta una meraviglia della tecnologia ancora ai giorni nostri. Furono necessari 12 anni per completarlo e l'orologio è sormontato da una sfera di cristallo avente all'interno una sfera armillaria (derivata dalle teorie di Nicolò Copernico). Esso indica le ore, i giorni, le settimane, i mesi e gli anni (col calcolo addirittura degli anni bisestili). Per la presenza di questo oggetto la stanza venne definita salon de la pendule (1760 pianta #2).
Dal 1760 il cabinet intérieur (1760 pianta #7) era divenuto noto col nome di  bureau du roi e questa nave divenne l'esemplificatrice non solo del gusto personale di Luigi XV ma anche uno degli esempi più propri dello stile Luigi XV. Nel 1755 Gilles Joubert sviluppò altri due gabinetti laterali a complemento di quello già sviluppato da Antoine-Robert Gaudreaux nel 1739 per accogliere la raccolta numismatica di Luigi XV. Nel 1769 vi venne inserito il secretaire meccanico del re realizzato da Jean-François Oeben.
COn l'evoluzione del cabinet intérieur, Luigi XV promosse anche la costruzione del suo arrière cabinet (1760 pianta #8). Sopprimendo il cabinet des livres ed il salon ovale di Luigi XIV, Luigi XV creò una stanza privata (con un piccolo cabinet de la chaise) che comunicava direttamente con il degré du roi nel quale conduceva gran parte della propria vita di governo della Francia. Il mobilio essenziale e pratico riflette ancora oggi l'uso di questa sala.

## Luigi XVI
Con l'eccezione di una parte degli appartamenti della principessa Maria Adelaide, Luigi XVI scelse di mantenere tutte le decorazioni del petit appartement du roi così come suo nonno Luigi XV le aveva lasciate. L'arrière cabinet di Luigi XV venne ribattezzato cabinet des dépêches (1789 pianta #8); ad ogni modo Luigi XVI continuò ad utilizzare la medesima stanza-studio del nonno.

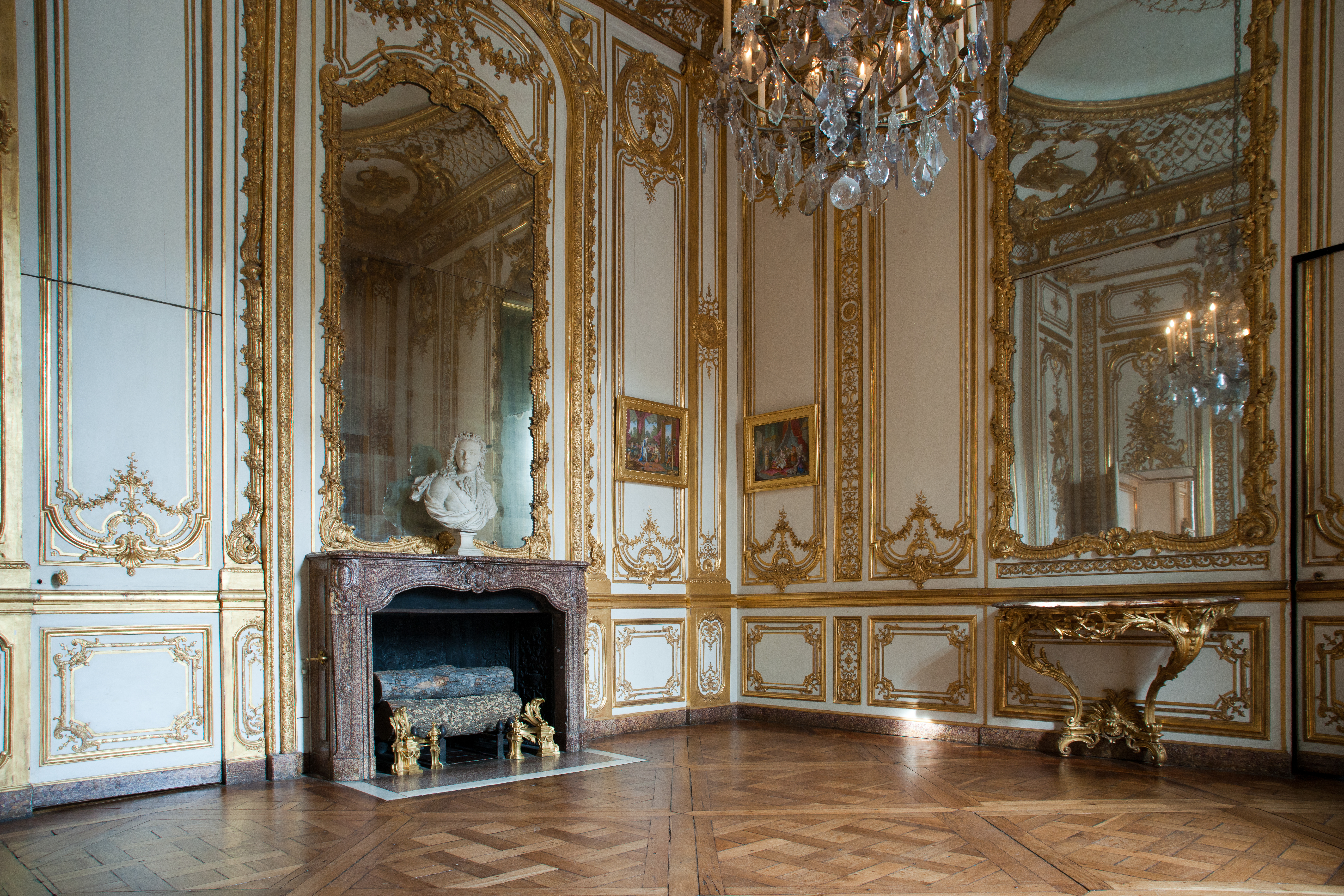
La pièce de la vaisselle d'or

La pièce de la vaisselle d'or (1789 piantina #9) – originariamente premier salon de la petite galerie – formava parte degli appartement de Madame Adélaïde. Sotto Luigi XVI, la pièce de la vaisselle d'or era la stanza ove il re conservava la propria collezione di rare porcellane e curiosità oltre ai doni ricevuti dai diplomatici
La piccola stanza a nord dietro la pièce de la vaisselle d'or è il cabinet de la cassette du roi (1789 pianta #10). Questa stanza venne convertita in bagno da Luigi XV attorno al 1769. Luigi XVI utilizzò la stanza come luogo ove tenere i propri personali conti finanziari. I pannelli che adornano le pareti sono databili all'epoca di Luigi XV, anche se Luigi XVI ordinò un totale restauro della sala nel 1784. Quando Pierre de Nolhac assunse la direzione del museo di Versailles, egli scoprì che questa sala veniva usata come deposito per le scope dello staff di pulizia della reggia. Questa scoperta, apparentemente insignificante, portò invece a molti studi sulla vita e sulla storia di Versailles, consentendo di comprendere aspetti della vita quotidiana nel palazzo.
La bibliothèque de Louis XVI (1789 pianta #11) collocata ad est del pièce de la vaisselle d'or occupava lo spazio che era stato della chambre de Madame Adélaïde (che Luigi XV ribattezzò salon d'assemblée nel 1769) e precedentemente della petite galerie. Nel 1774 iniziò la costruzione della biblioteca con le decorazioni eseguite presso la bottega dei fratelli Rousseau che già avevano lavorato in precedenza alla pannellatura del cabinet de la cassette du roi ed a parte delle sculture per l'Opéra di Versailles. Questa stanza rappresentava non solo il gusto personale di Luigi XVI ma anche uno dei migliori esempi di stile Luigi XVI in Francia.
La sala collocata di poco più a est della bibliothèque de Louis XVI è la salle à manger aux salles neuves (1789 pianta #12). Questa sala, un tempo deuxième salon de la petite galerie e parte sempre un tempo delle stanza della principessa Maria Adelaide di Francia, vennero rimodellate per ordine di Luigi XV nel 1769 per servire da sala da pranzo. I pannelli di Jacques Verberckt sono datati al 1769 e presentano drappeggi e scene di caccia realizzate da Jean-Baptiste Oudry nel 1774 quando Luigi XVI fece ridecorare la stanza. La stanza divenne anche nota col nome di salle des porcelains per via della mostra che annualmente nel periodo natalizio vi ospitava i migliori prodotti della produzione della Sèvres.
La pièce des buffets o salle du billard (1789 pianta #13) occupava l'area che era stata dello Scalone degli Ambasciatori. Durante le cene, il tavolo da biliardo veniva coperto con assi di legno e vi venivano imbastiti banchetti d'onore per gli invitati del re. La sala originariamente aveva una finestra aperta sulla cave du roi (1789 pianta III), cortile creato quando l'escalier des ambassadeurs venne demolito nel 1752.

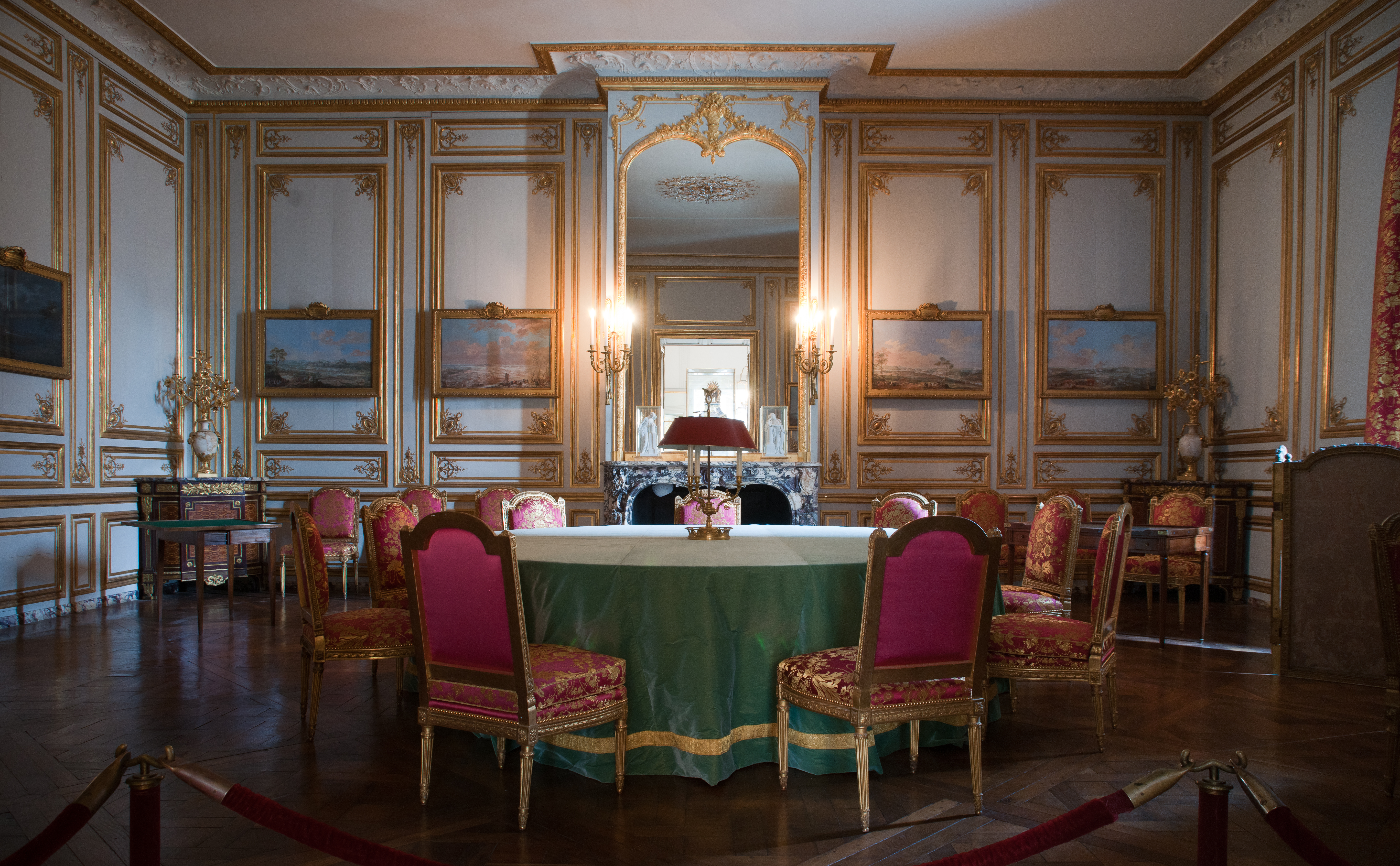
Il cabinet des jeux

Occupante il sito del cabinet des médailles di Luigi XIV, il cabinet des jeux (1789 pianta #14) di Luigi XVI si situa nell'ambito di riammodernamento della sezione delle collezioni reali iniziato da quando Luigi XV ritrasferì la corte a Versailles nel 1722. La collezione venne riorganizzata in altre stanze del petit appartement du roi o vennero inviate alla bibliothèque du roi a Parigi. Con la demolizione dell'escalier des ambassadeurs nel 1752 e la successiva costruzione dell'appartamento per la principessa Maria Adelaide, il cabinet des médailles di Luigi XIV venne completamente trasformato in un'antichambre per la principessa Maria Adelaide. Dal 1775 la stanza venne ridecorata nell'ambito dei lavori che culminarono nel 1785 con la costruzione del teatro nei pressi del salon d’Hercule e Luigi XVI decise di rimodellare questa stanza intendendola come sala da gioco. La salle à manger aux salles neuves, la salle du billiard ed il cabinet des jeux vennero utilizzate per i convitati alle feste private date da Luigi XVI e da Maria Antonietta dedicate ai loro amici e ad una parte ristretta della famiglia reale.